# Chiesa degli Ottimati
La chiesa degli Ottimati (o chiesa di Santa Maria Annunziata) è un'antica chiesa bizantino-normanna che si trova a Reggio Calabria, nei pressi di Piazza Castello.
Edificata intorno al X secolo, prese il nome dall'antica cripta degli Ottimati che fu realizzata come struttura d'appoggio per la chiesa d'epoca normanna del XII secolo, dedicata a san Gregorio Magno.

Una leggenda popolare narra che Sant'Alberto del Convento dell'Annunziata di Trapani, venuto a Reggio da Messina dove soggiornava (a.d.1256/57??),ebbe modo di ammirare ed apprezzare la Chiesa degli Ottimati.
È oggi retta dall'adiacente collegio dei Gesuiti.

## Storia
Secondo una planimetria conservata presso la Soprintendenza Archeologica della Calabria, l'edificio originale presentava forti analogie con le altre chiese bizantine della Calabria, per questo si può ipotizzare che la Chiesa degli Ottimati sia nata bizantina e databile al X secolo.

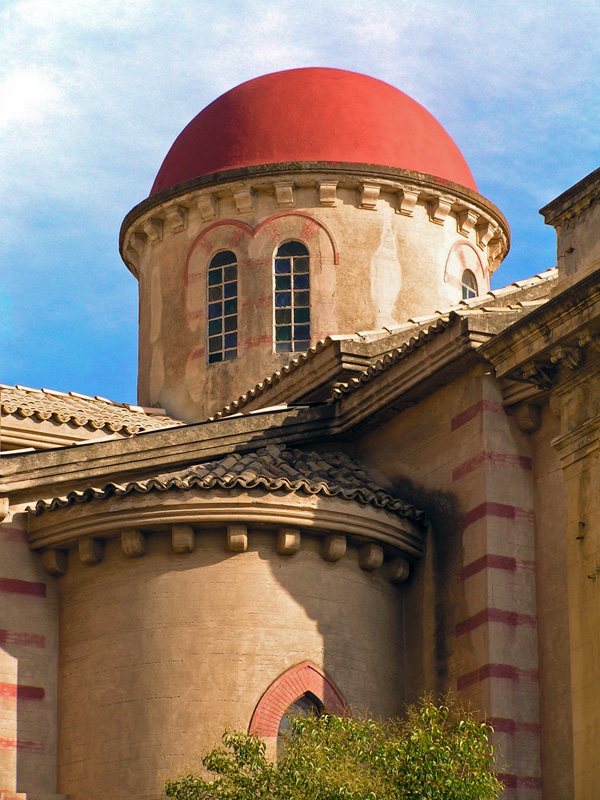
Particolare di una cupola

La chiesa originaria aveva una pianta quadrangolare, tre absidi orientate nascoste esternamente da un muro rettilineo; le tre navate erano coperte da cinque cupolette secondo un modello bizantino applicato nella regione in edifici tutti databili tra la fine del X secolo e l'XI secolo, tra cui la Cattolica di Stilo, San Marco di Rossano e San Giorgio di Pietra Cappa presso San Luca.
In età normanna, probabilmente all'epoca di Ruggero II, al di sopra della chiesa ne venne realizzata una seconda intitolata a San Gregorio Magno, sostituendo la copertura a cupolette con volte a crociera.
Durante l'incursione saracena del 3 settembre 1594 la Chiesa degli Ottimati venne danneggiata e incendiata.
Gli ottimati furono una congregazione di nobili fondata dai Normanni. Nel tempio infatti sono custoditi gli stemmi in marmo delle famiglie dei nobili reggini, tra i quali Filocamo, Griso, Altavilla e Napoli, e dovrebbero anche esserci, se non distrutti, anche Nesci, Barilla, Spanò e Genoese-Zerbi. Dopo la distruzione saracena dell'antico quadro del'Annunciazione, la Congregazione degli Ottimati (tra i quali i nobili suddetti) commissionò una nuova pala dell'altare ad un giovane Agostino Ciampelli Fiorentino e nel dicembre 1597 arrivò il nuovo quadro da Roma della Ss. Vergine Annunciata, opera di grande valore artistico del Ciampelli.
Abbandonata nel 1767 in seguito alla soppressione dell'Ordine dei Gesuiti, nel 1780 la chiesa ricevette la protezione di Ferdinando I di Borbone. Dopo essere stata profondamente danneggiata dai terremoti del 1783 e del 1908 la chiesa fu ricostruita nella prima metà del Novecento.
Nel 1916 fu quindi smontata e spostata per le nuove esigenze della ricostruzione della città a seguito del terremoto del 1908. La ricostruzione dell'attuale chiesa si è conclusa nel 1933 sotto la supervisione della scuola del Beato Angelico di Milano, sul progetto dell'architetto Pompilio Seno del 1927, che adottò il preesistente impianto di tipo bizantino della Cappella degli Ottimati.

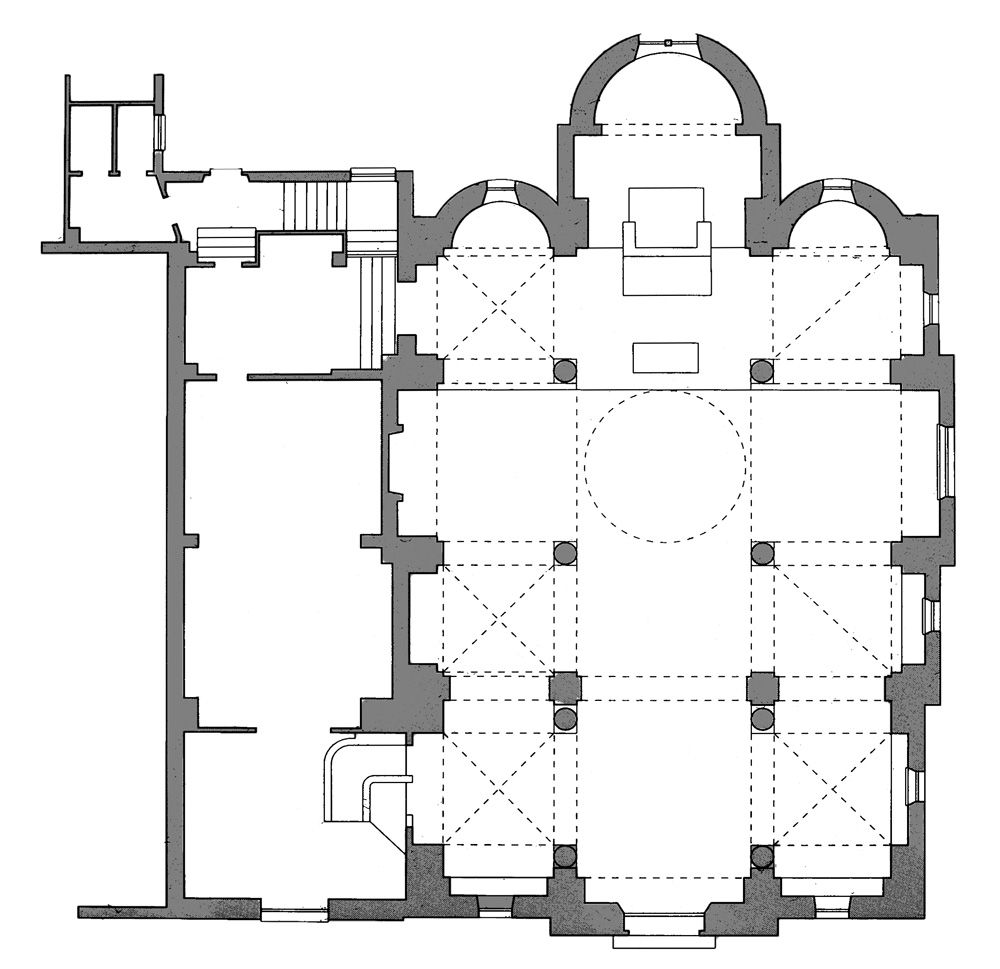
Pianta attuale della chiesa.

Anche il nuovo tempio di stile arabo-normanno è a tre navate. Le volte sono a crociera, sorrette al centro da colonne. Alcune tessere dello splendido pavimento a mosaico e le colonne mancanti sono stati integrati con l'inserimento di pezzi molto simili provenienti dalla basilica normanna di Santa Maria di Terreti, andata completamente distrutta.

## Galleria d'immagini

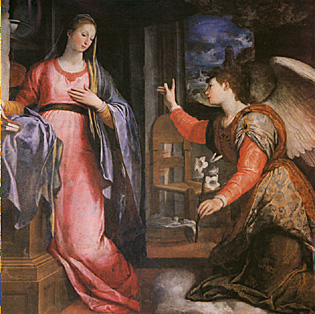
il dipinto del Ciampelli dell'Annunciazione.
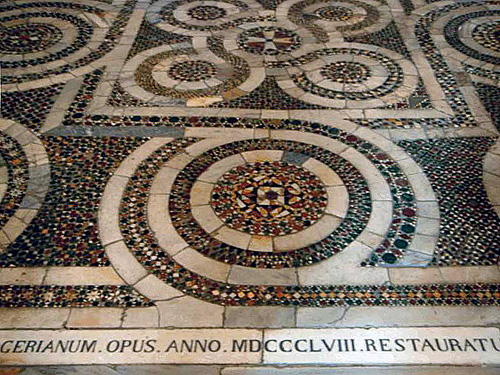
Il pavimento a mosaico nell stile cosmatesco
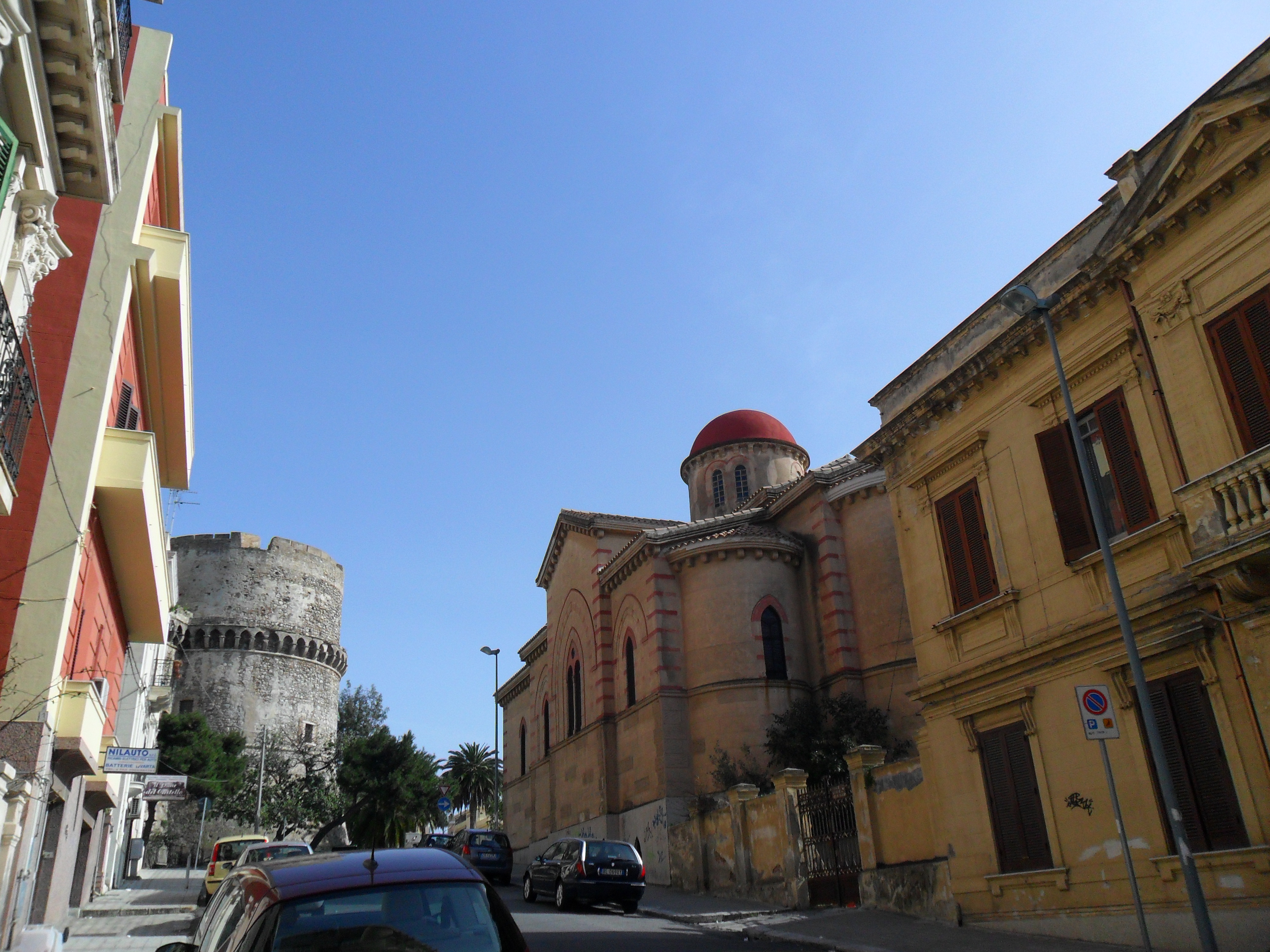
La chiesa vista da via Castello
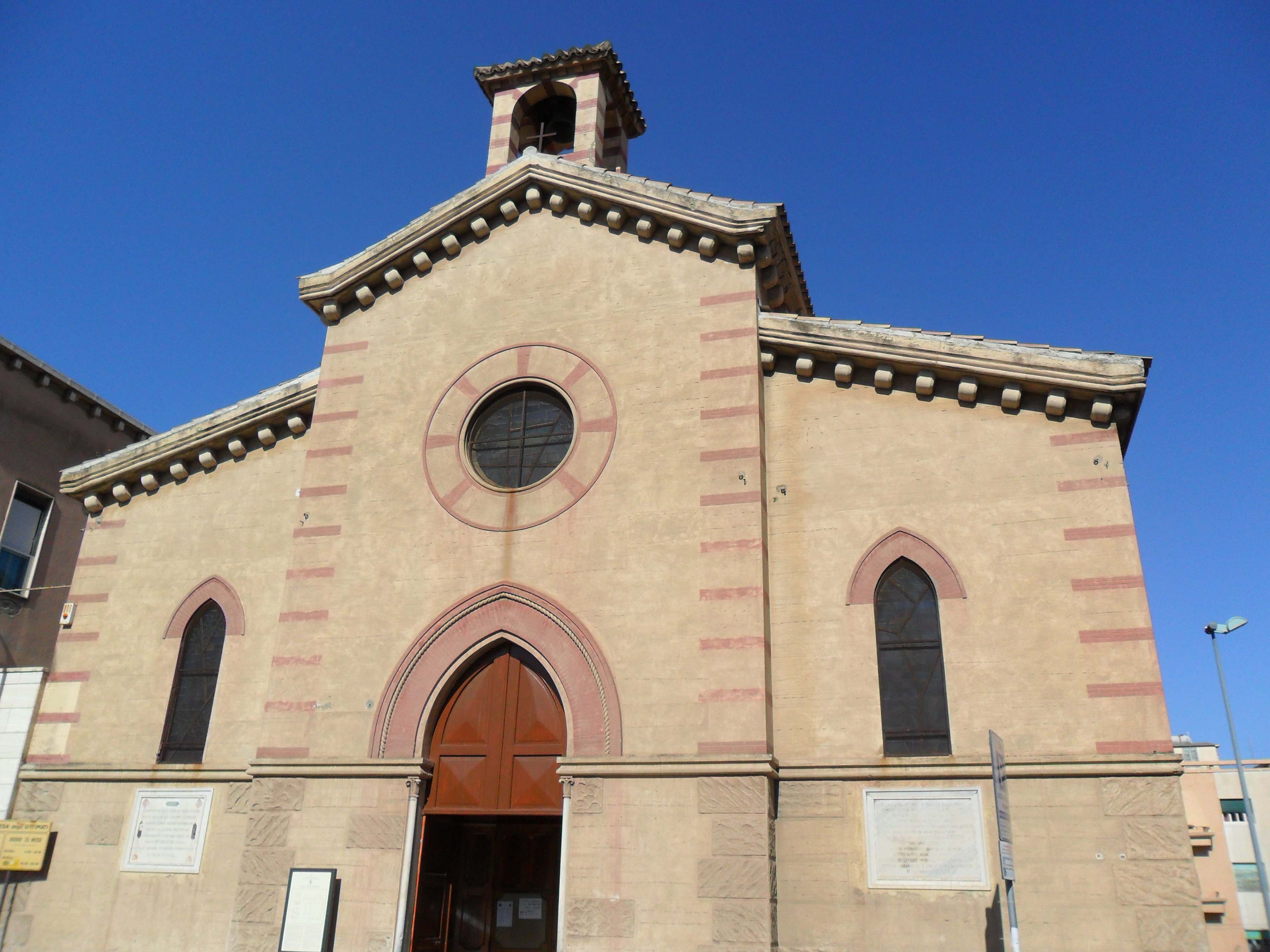
Ingresso della chiesa.